# Macronychus thermae
Macronychus thermae är en skalbaggsart som beskrevs av Hatch. Macronychus thermae ingår i släktet Macronychus och familjen bäckbaggar. Inga underarter finns listade i Catalogue of Life.